# Indian Creek (Illinois)
Indian Creek és una vila dels Estats Units a l'estat d'Illinois. Segons el cens del 2000 tenia 194 habitants.

## Demografia
Segons el cens del 2000, Indian Creek tenia 194 habitants, 65 habitatges, i 59 famílies. La densitat de població era de 277,4 habitants/km².
Dels 65 habitatges en un 33,8% hi vivien nens de menys de 18 anys, en un 72,3% hi vivien parelles casades, en un 12,3% dones solteres, i en un 9,2% no eren unitats familiars. En el 7,7% dels habitatges hi vivien persones soles el 6,2% de les quals corresponia a persones de 65 anys o més que vivien soles. El nombre mitjà de persones vivint en cada habitatge era de 2,95 i el nombre mitjà de persones que vivien en cada família era de 3,1.
Per edats la població es repartia de la següent manera: un 26,3% tenia menys de 18 anys, un 3,6% entre 18 i 24, un 29,4% entre 25 i 44, un 28,4% de 45 a 60 i un 12,4% 65 anys o més.
L'edat mediana era de 43 anys. Per cada 100 dones de 18 o més anys hi havia 113,4 homes.
La renda mediana per habitatge era de 88.206 $ i la renda mediana per família de 90.723 $. Els homes tenien una renda mediana de 61.406 $ mentre que les dones 32.250 $. La renda per capita de la població era de 33.515 $. Cap de les famílies i el 0,9% de la població estaven per davall del llindar de pobresa.

## Poblacions properes
El següent diagrama mostra les poblacions més properes.